# Danuta Słomińska-Paprocka
Danuta Słomińska-Paprocka (ur. 2 czerwca 1937 w Inowrocławiu) – konserwator, muzealnik, regionalistka.
Ur. 2 VI 1937 w Inowrocławiu. Absolwentka Liceum Ogólnokształcącego im. Marii Konopnickiej w Inowrocławiu (1955) oraz Uniwersytetu Mikołaja Kopernika w Toruniu. Początkowo pracowała w dziale naukowo–oświatowym Muzeum Okręgowego w Toruniu, od X 1962 – w Muzeum Świętokrzyskim w Kielcach i państwowej służbie konserwatorskiej województwa kieleckiego (ochrona zabytków ruchomych, nadzór nad pracami konserwatorskimi). 
Od 1968 kierownik, następnie dyrektor tworzonego od podstaw Muzeum Ludowych Instrumentów Muzycznych w Szydłowcu – początkowo oddziału Muzeum  Świętokrzyskiego, od 1976 samodzielnej placówki, którą kierowała do 1992. We współpracy z etnomuzykologami z Instytutu Sztuki PAN i w bezpośrednich kontaktach z muzykami i budowniczymi instrumentów zgromadziła największy w Polsce zbiór instrumentów (i warsztatów) ze wszystkich regionów kraju i doprowadziła do ich ekspozycji na wystawach stałych w 1975. Jednocześnie sprawowała nadzór konserwatorski nad remontem zamku – siedzibą muzeum, biblioteki i domu kultury.
Oddziałami muzeum w latach 1979–1992 były: Pracownia Konserwacji Dzieł Sztuki oraz Muzeum im. Oskara Kolberga w Przysusze otwarte w 1990 (w 100–lecie śmierci Kolberga) w odremontowanym dworze Dembińskich.
W latach 1972–1989 była prezesem Towarzystwa Miłośników Ziemi Szydłowieckiej, gromadząc obiekty związane z historią Szydłowca; opublikowała popularno–naukowe monografie miasta i powiatu oraz uczestniczyła w inwentaryzacji zabytkowej zabudowy Szydłowca, dokumentując m.in. piwnice z XVI – XIX w.
Wyróżniona m.in. Srebrnym Krzyżem Zasługi, złotą odznaką Za opiekę nad zabytkami oraz tytułem Zasłużony dla powiatu szydłowieckiego.